# もじゃ吉田
もじゃ吉田（もじゃよしだ、1985年2月18日 - ）は、吉本新喜劇に所属する日本のピン芸人、舞台芸人である。本名、吉田 圭吾（よしだ けいご）。
北海道滝川市出身で「北海道滝川市ふるさと大使」でもある。吉本興業所属。

## 来歴・人物
- 大阪NSC第27期生[1]。 同期は諸見里大介、GAG少年楽団、ビーフケーキ、トット、タナからイケダなど。かつてはお笑いコンビ・グッドモーニング、ストライクで活動していた。髪型は天然パーマ。
- 2013年、吉本新喜劇の第7個目金の卵オーディションを受け合格し入団。
- 現在の芸名の由来は、仲の良い先輩芸人であるたむらけんじがあだ名で「もじゃ」と呼んでいたことから、たむらに相談なしで「もじゃ吉田」に改名した。
- 新喜劇と両立して餃子店でアルバイトをしている。
- 内場勝則座長公演や辻本茂雄座長公演に多く出演中。内場座長公演ではカップルなどの役で出演しアフロのかつらをかぶって登場する。辻本座長公演では辻本にアドリブを突然強要されていじられまくるシルバースーツのヤクザとして登場。
- 北海道出身だが、大阪に住んで新喜劇で活躍しているため、普段は関西弁で話す。

## 出演番組
- よしもと新喜劇（毎日放送）